# Tomonobu Hiroi
Tomonobu Hiroi (廣井 友信 Hiroi Tomobu?, nacido el 11 de enero de 1985 en Tokio) es un futbolista japonés que se desempeña como defensa.

## Trayectoria

### Clubes
| Club             | País  | Año         |
| ---------------- | ----- | ----------- |
| Shimizu S-Pulse  | Japón | 2007 - 2014 |
| Tokyo Verdy      | Japón | 2009        |
| Roasso Kumamoto  | Japón | 2011 - 2012 |
| Zweigen Kanazawa | Japón | 2015 -      |

## Estadística de carrera

### J. League
| Club             | Año   | J. League | J. League | Copa J. League | Copa J. League | Total | Total |
| Club             | Año   | Part.     | Goles     | Part.          | Goles          | Part. | Goles |
| ---------------- | ----- | --------- | --------- | -------------- | -------------- | ----- | ----- |
| Shimizu S-Pulse  | 2007  | 0         | 0         | 0              | 0              | 0     | 0     |
| Shimizu S-Pulse  | 2008  | 0         | 0         | 2              | 0              | 2     | 0     |
| Shimizu S-Pulse  | 2009  | 1         | 0         | 1              | 0              | 2     | 0     |
| Tokyo Verdy      | 2009  | 7         | 0         | -              | -              | 7     | 0     |
| Shimizu S-Pulse  | 2010  | 4         | 0         | 1              | 0              | 5     | 0     |
| Roasso Kumamoto  | 2011  | 21        | 0         | -              | -              | 21    | 0     |
| Roasso Kumamoto  | 2012  | 35        | 1         | -              | -              | 35    | 1     |
| Shimizu S-Pulse  | 2013  | 3         | 0         | 1              | 0              | 4     | 0     |
| Shimizu S-Pulse  | 2014  | 6         | 0         | 2              | 0              | 8     | 0     |
| Zweigen Kanazawa | 2015  | 15        | 0         | -              | -              | 15    | 0     |
| Zweigen Kanazawa | 2016  | 31        | 0         | -              | -              | 31    | 0     |
| Zweigen Kanazawa | 2017  | 19        | 1         | -              | -              | 19    | 1     |
| Total            | Total | 142       | 2         | 7              | 0              | 149   | 2     |